# Korkut (district)
Korkut is een Turks district in de provincie Muş en telt 26.064 inwoners (2007). Het district heeft een oppervlakte van 503,3 km². Hoofdplaats is Korkut.
De bevolkingsontwikkeling van het district is weergegeven in onderstaande tabel.
| 1997   | 2000   | 2007   |
| ------ | ------ | ------ |
| 30.040 | 32.416 | 26.064 |